# أثر جائحة فيروس كورونا على صناعة الموسيقى

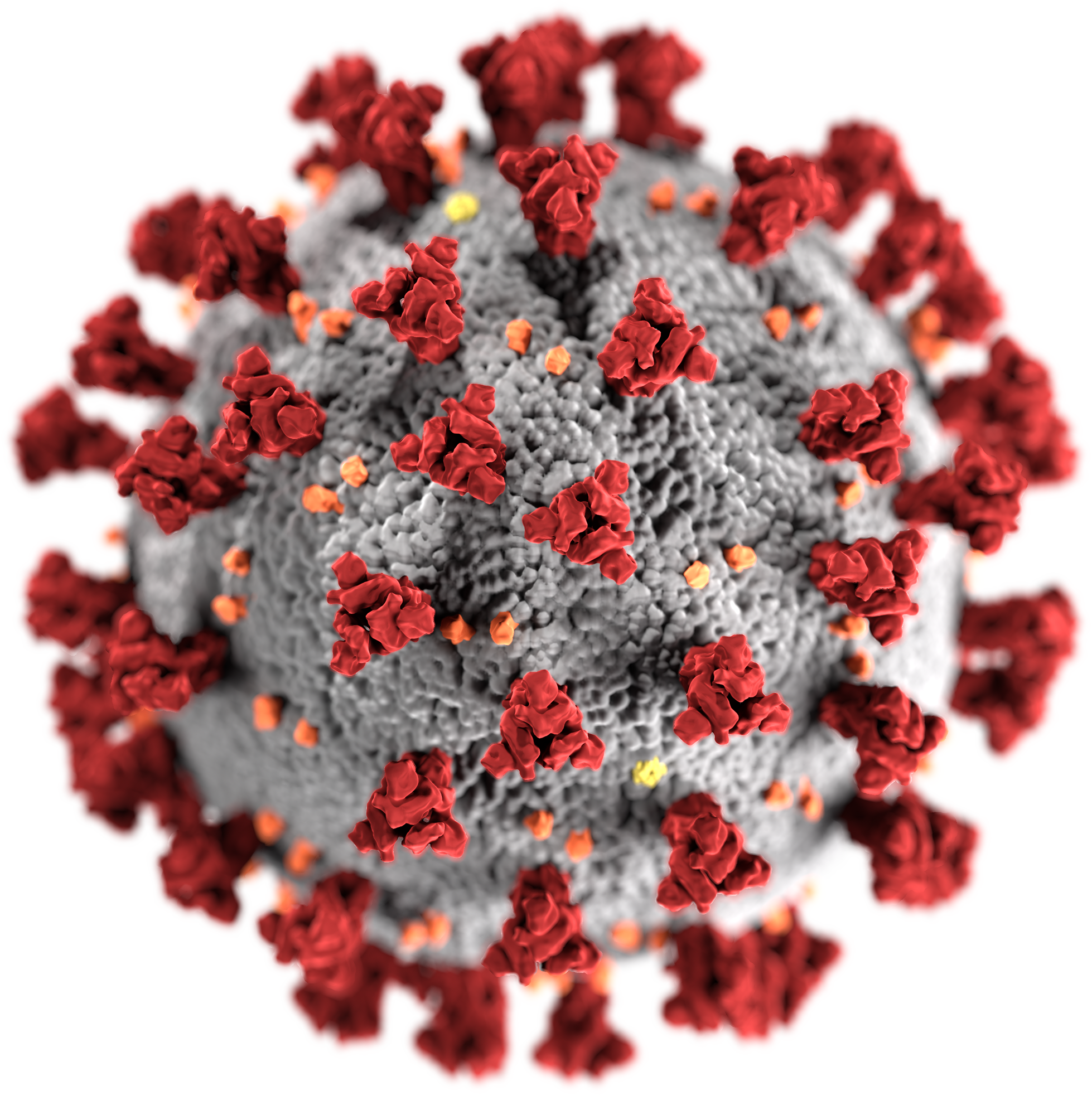

لجائحة فيروس كورونا تأثير كبير على صناعة الموسيقى خلال انتشارها في عام 2019-2020، وعلى جميع مجالات الفن حيث قد أُلغيت أو أُجلت العديد من الحفلات الموسيقية والمهرجانات الموسيقية، وجولات الحفلات الموسيقية حول العالم، وحفلات تقديم الجوائز. بالرغم من أن هذه الجائحة قامت بمنح الفنانين والمؤلفين الوقت للعمل على أعمال جديدة، إلا أنها أثرت سلبيا على الأشخاص الداعمين الذين يعتمدون على أداء الفنانين كدخل معيشي. كانت حفلات إطلاق ألبومات الفنانين (الأغاني المسجلة) من ضمن الاستعدادات الفنية التي تأجلت بسبب هذه الجائحة.

## الملتقيات الموسيقية
تأجل عدد كبير من المهرجانات الموسيقية، جولات الحفلات الموسيقية، وحفلات كثيرة أيضا حول العالم.

### المهرجانات
| المهرجان                                                     | الموقع                                                                                   | التفاصيل                                                                                     | المصدر |
| ------------------------------------------------------------ | ---------------------------------------------------------------------------------------- | -------------------------------------------------------------------------------------------- | ------ |
| المهرجان الموسيقي 80/35 ‏                                     | حديقة ويسترن جيتوي، دي موان، ايوا، الولايات المتحدة                                      | تم إلغاؤه لعام 2020                                                                          | [ 8 ]  |
| الشعب الأفريقي في بورتوريكو(افرو نيشين بورتوريكو)            | بيلنياريو دي كارولينا، كارولينا، بورتوريكو                                               | تم إلغاؤه لعام 2020                                                                          | [ 9 ]  |
| كل نقاط الشرق (أول بوينتس ايست)                              | حديقة فيكتوريا، لندن، إنجلترا                                                            | تم إلغاؤه لعام 2020                                                                          | [ 8 ]  |
| اسانسيونيكو                                                  | أسونسيون، باراجواي                                                                       | تم التأجيل حتى نهاية عام 2020                                                                | [ 10 ] |
| بي بي سي راديو 1 بيج ويكند (أول نهاية أسبوع لراديو بي بي سي) | حديقة كامبرداون، داندي، اسكتلندا                                                         | تم إلغاؤه لعام 2020                                                                          | [ 11 ] |
| مهرجان بيل ستريت الموسيقي                                    | ممفس, تينيسي,, الولايات المتحدة الأمريكية                                                | تم التأجيل لغاية 16-18, تشرين الأول، 2020                                                    | [ 12 ] |
| بيوند واندرلاند                                              | سان بيرناردينو، كاليفورنيا، الولايات المتحدة الأمريكية                                   | تم التأجيل لغاية 19-20, حزيران، 2020                                                         | [ 13 ] |
| مهرجان بيج ايرز                                              | نوكسفيل, تينيسي، الولايات المتحدة الأمريكية                                              | تم الغائه لعام 2020                                                                          | [ 14 ] |
| مهرجان بيلبورد اللاتيني                                      | لاسفيجاس، نيفادا، الولايات المتحدة الأمريكية                                             | تم التأجيل لأجل غير مسمى                                                                     | [ 15 ] |
| مهرجان بونارو الموسيقي                                       | حديقة جريت ستيج, ‏، مانشستر, تينيسي، الولايات المتحدة الأمريكية                           | تم التأجيل لغاية 24-27, ايلول، 2020                                                          | [ 16 ] |
| مهرجان بوستن تنادي الموسيقي (بوستن كولز)                     | بوستن، ماساتشوسيت، الولايات المتحدة الأمريكية                                            | تم إلغاؤه لعام 2020                                                                          | [ 17 ] |
| وادي بوتل نيك نابا                                           | معرض وادي نابا، نابا، كاليفورنيا، الولايات المتحدة الأمريكية                             | تم التأجيل لغاية 2-4, تشرين الأول، 2020                                                      | [ 14 ] |
| مهرجان BPM في ميامي                                          | ذا لون ات ايلند جاردنز، ميامي، فلوريدا، الولايات المتحدة الأمريكية                       | تم التأجيل حتى إشعار آخر                                                                     | [ 8 ]  |
| بريتيش سامر تايم                                             | حديقة هايد، لندن، إنجلترا                                                                | تم إلغاؤه لعام 2020                                                                          | [ 18 ] |
| مهرجان بوكو الموسيقي + مهرجان المشروع الفني                  | نيو اورلينز، لويزيانا، الولايات المتحدة الأمريكية                                        | تم التأجيل لغاية عطلة نهاية الأسبوع للعمال                                                   | [ 19 ] |
| مهرجان بانبيري الموسيقي                                      | سويبربوينت بارك و يتمانز كوف ‏، سنسناتي، اوهايو، الولايات المتحدة الأمريكية               | تم إلغاؤه لعام 2020                                                                          | [ 14 ] |
| برجر بوجالو                                                  | حديقة موسود, ‏، اوكلاند, كاليفورنيا، الولايات المتحدة الأمريكية                           | تم التأجيل لغاية 31, تشرين الأول، إلى 1, تشرين الثاني 2020                                   | [ 8 ]  |
| بايرن بي بلوفيست                                             | بايرون بي, نيو ساوث ويلز,أستراليا                                                        | تم إلغاؤه لعام 2020                                                                          | [ 20 ] |
| كونتري تو كنتري (بلد لبلد)                                   | ارينا O2, لندن، جلاس جو، سكوتلاند، انجلتراو SSE هايدرو 3ارينا، دابلن، ايرلندا            | تم التأجيل لغاية 12-14, أذار، 2021                                                           | [ 9 ]  |
| مهرجان كاليفورنيا رووتس للموسيقى والفن                       | مونتيري كاونتي فير جراوندز, ‏، مونتيري, كالفورنيا، الولايات المتحدة الأمريكية             | تم التأجيل لغاية 9-11, تشرين الأول، 2020                                                     | [ 21 ] |
| مهرجان كاليه اوشو                                            | ليتل هفانا, ‏ ميامي، فلوريدا، الولايات المتحدة الأمريكية                                  | تم إلغاؤه لعام 2020                                                                          | [ 22 ] |
| مهرجان كيب تاون جاز العالمي                                  | كيب تاون، جنوب أفريقيا                                                                   | تم التأجيل حتى إشعار آخر                                                                     | [ 23 ] |
| مهرجان CMA الموسيقي                                          | ناشفيل، تينيسي، الولايات المتحدة الأمريكية                                               | تم إلغاؤه لعام 2020                                                                          | [ 24 ] |
| CMC روكس QLD ‏                                                | ويلو بانك ريسوي ‏، ابس ويش, كوينز لاند، أستراليا                                          | تم إلغاؤه لعام 2020                                                                          | [ 14 ] |
| مهرجان كوشيلا فالي للفن والموسيقى                            | انديو, كاليفورنيا، الولايات المتحدة الأمريكية                                            | تم التأجيل لغاية 9-11, تشرين الأول، و16-18, تشرين الأول، 2020                                | [ 25 ] |
| دارك موفو                                                    | هوبارت، تاسمانيا، الولايات المتحدة الأمريكية                                             | تم إلغاؤه لعام 2020                                                                          | [ 14 ] |
| داونلود أستراليا                                             | معارض ملبورن، ميلبورن، فيكتوريا (أستراليا) وذا دومين ‏، سيدني، نيو ساوث ويلز، أستراليا    | تم إلغاؤه لعام 2020                                                                          | [ 26 ] |
| داونلود اليابان                                              | مدينة شيبا وأوساكا, اليابان                                                              | تم التأجيل حتى إشعار اخر                                                                     | [ 27 ] |
| داونلود إنجلترا                                              | حديقة دونينج تاون، ديربي شاير، إنجلترا                                                   | تم التأجيل لغاية 4-6, حزيران، 2020                                                           | [ 28 ] |
| مهرجان دريم فيل                                              | حديقة دوروثيا ديكس ‏، رايليه, شمال كاليفورنيا، الولايات المتحدة الأمريكية                 | تم التأجيل لغاية 29, اب، 2020                                                                | [ 14 ] |
| مهرجان ديزي الكهربائي                                        | لاس فيجاس موتور ستور واي ‏، لاس فيجاس، نيفادا، الولايات المتحدة الأمريكية                 | تم التأجيل لغاية 2-4, آب، 2020                                                               | [ 13 ] |
| مهرجان اسينس الموسيقي                                        | ميرسيديس بينز سوبر دوم، نيو اورلينز، لويزيانا، الولايات المتحدة الأمريكية                | تم التأجيل حتى نهاية فصل الشتاء 2020                                                         | [ 14 ] |
| مهرجان فاير فلاي الموسيقي                                    | The Woodlands of Dover International Speedway، دوفر, ديلاوير، الولايات المتحدة الأمريكية | تم إلغاؤه لعام 2020                                                                          | [ 14 ] |
| مهرجان جلاستن بيري                                           | بيلتون, سومر سيت ‏، إنجلترا                                                               | تم إلغاؤه لعام 2020                                                                          | [ 29 ] |
| مهرجان جوفرنرز بول                                           | جزيرة راندلز ‏، مدينة نيو يورك، نيو يورك، الولايات المتحدة الأمريكية                      | تم إلغاؤه لعام 2020                                                                          | [ 14 ] |
| مهرجان همر سونيك                                             | Carnaval Beach Ancol، جاكارتا، أندونيسيا                                                 | تم التأجيل لغاية 15-17, كانون الثاني، 2021                                                   | [ 30 ] |
| مهرجان هانج اوت الموسيقي                                     | خليج الشاطئ, الاباما، الولايات المتحدة الأمريكية                                         | تم التأجيل حتى إشعار آخر                                                                     | [ 31 ] |
| مهرجان ايل اوف ويت                                           | حديقة سيلكلوز ‏، نيو بورت, ايل اوف وايت ‏، إنجلترا                                         | تم إلغاؤه لعام 2020                                                                          | [ 14 ] |
| مهرجان لا لينيا الموسيقي - موسيقى لندن لاتينية               | لندن، إنجلترا                                                                            | تم التأجيل لغاية 4, تشرين الأول، و19, تشرين الأول، 2020                                      | [ 14 ] |
| لاتنينج ان بوتيل (برق في قارورة)                             | بحيرة بوينا فيستا ‏, كاليفورنيا، الولايات المتحدة الأمريكية                               | تم التأجيل حتى إشعار آخر                                                                     | [ 8 ]  |
| لولابالوزا ارجنتينا                                          | Hipódromo de San Isidro، وبوينوس ايريز، ارجنتينا                                         | تم التأجيل لغاية 27-29, كانون الثاني، 2020                                                   | [ 32 ] |
| لولابالوزا البرازيل                                          | حلبة جوزيه كارلوس بيس للسيارات، ساو باولو، البرازيل                                      | تم التأجيل لغاية 4-6, كانون الأول، 2020                                                      | [ 33 ] |
| لولابالوزا تشيلي                                             | O'Higgins حديقة ‏، سانتيجو، تشيلي                                                         | تم التأجيل لغاية 27-29, تشرين الثاني، 2020                                                   | [ 32 ] |
| مهرجان لوست اند فاوند                                        | شارع خليج بول [الإنجليزية], مالتا                                                        | تم التأجيل لغاية 10-13, ايلول، 2020                                                          | [ 9 ]  |
| مهرجان مارش مادنيس للموسيقى                                  | حديقة سينتينيل بارك ‏، اتلانتا, جورجيا، الولايات المتحدة الأمريكية                        | تم إلغاء المهرجان بعد ما تم إلغاء دوري كرة السلة للرجال NCAA devision للرجال لتزامن التواريخ | [ 9 ]  |
| موازين                                                       | رباط، المغرب                                                                             | تم إلغاؤه لعام 2020                                                                          | [ 34 ] |
| مهرجان ميلبورن للجاز                                         | ميلبورن، فكتوريا، أستراليا                                                               | تم إلغاؤه لعام 2020                                                                          | [ 14 ] |
| مهرجان ملت داون                                              | ساوث بانك سينتر ‏، لندن، إنجلترا                                                          | تم إلغاؤه لعام 2020                                                                          | [ 8 ]  |
| مهرجان ميشين كريك                                            | مسرح انجلرت ‏، مدينة ايوا، الولايات المتحدة الأمريكية                                     | تم إلغاؤه لعام 2020                                                                          | [ 9 ]  |
| مهرجان مونتريال للجاز                                        | مونتريال، كيبيك، كندا                                                                    | تم إلغاؤه لعام 2020                                                                          | [ 8 ]  |
| ماونتين جام                                                  | Bethel Woods Center for the Arts، بيثيل, نيو يورك ‏، الولايات المتحدة الأمريكية           | تم إلغاؤه لعام 2020                                                                          | [ 14 ] |
| مهرجان موفمنت إلكترونبك للموسيقى                             | ديترويد، ميشيغان، الولايات المتحدة الأمريكية                                             | تم التأجيل لغاية 11-13, ايلول، 2021                                                          | [ 35 ] |
| مهرجان موسيقى الأن                                           | سينسيناتي، اوهايو، الولايات المتحدة الأمريكية                                            | تم إلغاؤه لعام 2020                                                                          | [ 8 ]  |
| مهرجان نيو اورلينز للجاز والتراث                             | نيو اورلينز، ميشيغان، الولايات المتحدة الأمريكية                                         | تم التأجيل حتى فصل الشتاء 2020                                                               | [ 36 ] |
| مهرجان اوجاي للموسيقى                                        | اوجاي, كاليفورنيا، الولايات المتحدة الأمريكية                                            | تم إلغاؤه لعام 2020                                                                          | [ 37 ] |
| مهرجان اوتاوا للجاز                                          | اوتاوا، اونتاريو، كندا                                                                   | تم إلغاؤه لعام 2020                                                                          | [ 8 ]  |
| بال نورتيه                                                   | حديقة فنديدورو ‏، مونتيري، ولاية نويفو ليون، المكسيك                                      | تم الغائه لعام 2020                                                                          | [ 38 ] |
| مهرجان بارك لايف                                             | حديقة هيتون، مانشستر، إنجلترا                                                            | تم إلغاؤه لعام 2020                                                                          | [ 8 ]  |
| صوت بريمافيرا برشلونا                                        | Parc del Fòrum، برشلونا، كتالونيا، اسبانيا                                               | تم التأجيل لغاية 26-30, اب، 2021                                                             | [ 14 ] |
| صوت بريمافيرا بورتو                                          | Parque da Cidade, بورتو، البرتغال                                                        | تم التأجيل لغاية 3-5, ايلول، 2020                                                            | [ 14 ] |
| روك ان ريو                                                   | حديقة بيلا فيستا ‏، ليزبون، البرتغال                                                      | تم التأجيل لغاية 19-20, حزيران، و 26-27, حزيران 2021                                         | [ 39 ] |
| مهرجان روك ذا اوشينز تورتوجا للموسيقى                        | حديقة شاطئ فورت لوديرال، فورت لوديرال, فلوريدا، الولايات المتحدة الأمريكية               | تم التأجيل لغاية أيلول، 2020                                                                 | [ 14 ] |
| مهرجان روسكيلدي                                              | روزكيلدة، الدنمارك                                                                       | تم إلغاؤه لعام 2020                                                                          | [ 40 ] |
| سنو بومينج                                                   | مايرهوفن,تيرول، النمسا                                                                   | تم إلغاؤه لعام 2020                                                                          | [ 41 ] |
| سونار هونج كونج                                              | حديقة هونج كونك العلمية ‏، تاي بو، الأقاليم الجديدة، هونج كونج                            | تم التأجيل حتى إشعار آخر                                                                     | [ 42 ] |
| سبليندور ان ذا جراس                                          | North Byron Parklands, Yelgun, نيو ساوث ويلز ‏، أستراليا                                  | تم التأجيل لغاية 23-25, تشرين الأول، 2020                                                    | [ 43 ] |
| مهرجان ستيج كوش                                              | انديو، كاليفورنيا، الولايات المتحدة                                                      | تم التأجيل لغاية 23-25, تشرين الأول، 2020                                                    | [ 25 ] |
| سمر فيست                                                     | حديقة هنري ماير ‏، ميلواكي، ويسكونسن، الولايات المتحدة الأمريكية                          | تم التأجيل لغاية أيلول، 2020                                                                 | [ 44 ] |
| سان فيست                                                     | West Palm Beach, فلوريدا، الولايات المتحدة الأمريكية                                     | تم إلغاؤه لعام 2020                                                                          | [ 45 ] |
| مهرجان تالين الموسيقي                                        | تالين، استونيا                                                                           | تم التأجيل لغاية أب، 2020                                                                    | [ 13 ] |
| تيككساس ريفولوشين الموسيقي                                   | مدرج في حديقة اوك بوينت ‏، تيكساس، الولايات المتحدة الأمريكية                             | تم التأجيل لغاية 31, تموز و1, آب، 2020                                                       | [ 14 ] |
| تومورو لاند ونتر                                             | Alpe d'Huez, فرنسا                                                                       | تم إلغاؤه لعام 2020                                                                          | [ 46 ] |
| مهرجان تريفورت للموسيقى                                      | بويس, ايداهو، الولايات المتحدة الأمريكية                                                 | تم التأجيل لغاية 23-27, أيلول، 2020                                                          | [ 47 ] |
| مهرجان الترا للموسيقى                                        | حديقة بايفرونت ‏، ميامي، فلوريدا، الولايات المتحدة الأمريكية                              | تم إلغاؤه لعام 2020                                                                          | [ 48 ] |
| الترا أبو ظبي                                                | دو ارينا ‏, أبو ظبي، الإمارات العربية المتحدة الأمريكية                                   | تم إلغاؤه لعام 2020                                                                          | [ 14 ] |
| مهرجان وندرلاند للموسيقى والفنون                             | Filinvest City Event Grounds, منتنلوبا، الفلبين                                          | تم التأجيل حتى إشعار آخر                                                                     | [ 49 ] |
| مهرجان ووتر فرونت بلوز                                       | بورت لاند, اوريجان، الولايات المتحدة الأمريكية                                           | تم إلغاؤه لعام 2020                                                                          | [ 50 ] |

### المؤتمرات الموسيقية
| الاسم                  | الموقع                                                                                 | التفاصيل                                       | المصدر |
| ---------------------- | -------------------------------------------------------------------------------------- | ---------------------------------------------- | ------ |
| ASCAP ايكسبيريانس      | الانتكنتيننتل قلب المدينة لوس انجلس، لوس انجلس، كاليفورنيا، الولايات المتحدة الأمريكية | تم الغائه لعام 2020                            | [ 14 ] |
| فاست فورورد            | ستوديو 301 ‏، سيدني، نيو ساوث ويلز، أستراليا                                            | تم الغائه لعام 2020                            | [ 14 ] |
| ساميت العالمي للموسيقى | ابيزا، جزر البليار، اسبانيا                                                            | تم التأجيل حتى اشعار اخر وسوف يعقد عبر النترنت | [ 14 ] |
| ميديم                  | قصر المهرجانات ‏، كان، فرنسا                                                            | تم التأجيل ليقام عبر النترنت في عام 2020       | [ 14 ] |
| الموسيقي Biz 2020      | JW ماريوت ناشفيل، ناشفيل، تينيسي، الولايات المتحدة الأمريكية                           | تم التأجيل لغاية 16-19, أب، 2020               | [ 14 ] |
| مؤتمر الشتاء الموسيقي  | ميامي، فلوريدا، الولايات المتحدة الأمريكية                                             | تم التأجيل حتى اشعار اخر                       | [ 51 ] |

### الحفلات الموسيقية
| الفنان            | المكان                                                                           | التفاصيل                                        | المصدر |
| ----------------- | -------------------------------------------------------------------------------- | ----------------------------------------------- | ------ |
| باد باني          | استاد هيرام بيثرن ‏، سان هوان, بورتوريكو                                          | تم التأجيل لغاية 30+31, تشرين الأول، 2020       |        |
| كار سيت هيد ريست  | متحف ماساتشوسيت للفن المعاصر، نورث ادامز, ماساتشوسيت، الولايات المتحدة الأمريكية | تم التأجيل لغاية 4, ايلول، 2020                 |        |
| تشارلي اكس سي اكس | ساحة كوندينسا، مدينة المكسيك، المكسيك                                            | تم التأجيل لغاية 21, تشرين الأول، 2020          |        |
| كريس توملين       | ارينا بريدجستون، ناشفيل، تينيسي، الولايات المتحدة الأمريكية.                     | تم تأجيل حفل توملينز السنوي "جود فرايدي ناشفيل" |        |
| سيارا             | USO فورت هود، كيلين, تيكساس، الولايات المتحدة الأمريكية                          | تم التأجيل حتى اشعار اخر                        |        |
| جلاس انيمالز      | نيوموس، سياتيل، واشنتن، الوليات المتحدة الأمريكية                                | تم الغائه                                       |        |
| جوش جروبان        | قاعة راديو سيتي للموسيقى، مدينة نيو يورك، نيو يورك، الوليات المتحدة الأمريكية    | تم التأجيل لغاية 5, تشرين الأول، 2020           |        |
| وانز              | ارينا مووفيستار ‏، بوجوتا، كولومبيا                                               | تم التأجيل حتى اشعار اخر                        |        |
| ماريا كيري        | مركز نيل بليزديل ‏، هونولولو، هاواي، الوليات المتحدة الأمريكية                    | تم التأجيل لغاية 28, تشرين الثاني، 2020         |        |

### الجولات الموسيقية حول العالم
| الجولة                                     | الفنان                      | التفاصيل | المصدر               |
| ------------------------------------------ | --------------------------- | --- | -------------------- |
| الحولة العالمية 11:11                      | مالوما                      | تم التأجيل حتى اشعار اخر | [ 52 ]               |
| جولة العيد السنوي ال20                     | ميردر باي ديث ‏              | تم التأجيل لجميع تواريخ الربيع حتى اشعار اخر | [ 53 ]               |
| جولة 2020                                  | ديف هاينز                   | تم تأجيل جميع عروض شمال أمريكا | [ 54 ]               |
| جولة 2020                                  | ديسكلوجير                   | تم تأجيل عروض أوروبا | [ 54 ]               |
| جولة 2020                                  | إيغي بوب                    | ألغيت العروض في مونتبيليير وبيسانسون. تم تأجيل العروض في موناكو، مارسيل، ليون، ستراسبيرج، ونانتس لغاية ايلول، 2020                               | [ 54 ]               |
| جولة 2020                                  | مارون 5                     | تم تأجيل اخر عروض جنوب أمريكا لغاية اذار، 2021                                                                                                   | [ 55 ]               |
| جولة 2020                                  | تونز اند اي                 | تم تأجيل عروض أوروبا حتى اشعار اخر. تم تأجيا عروض استرالسا حتى ايلول 2020                                                                        | [ 54 ] [ 56 ]        |
| جولة 2020                                  | بيكسيز                      | تم تأجيل العروض في بريزبين، سيدني، وبيرث حتى اشعار اخر                                                                                           | [ 54 ]               |
| جولة 2020                                  | امفريز ماك جي ‏              | قد تم تأجيل مختلف من التواريخبما فيهم حفلات الربيع في كاليفورنيا، انديانا، وميسوري لغاية شتاء 2020. تم ايضا تأجيل حفل فرقة روك جافيك في ايس لاند | [ 57 ] [ 58 ] [ 59 ] |
| جولة العيد السنوي ال30                     | بيلا فليك و الفليكتونز ‏     | تم تأجيل جميع حفلات اذار ونيسان | [ 60 ]               |
| جولة العيد السنوي ال30                     | ذا هاوس اوف لوف ‏            | تم تأجيل جميع التوايخ | [ 61 ]               |
| الجولة الأمريكية التقليدية                 | جيمس تايلور وجاكسون براون   | تم تأجيل جميع التواريخ التي كانت سوف تعقد في الصيف                                                                                               | [ 62 ]               |
| جولة نيسان/أياربالعربة لعام 2020           | فو فايترز                   | تم التأجيل لغاية تشرين الأول، 2020 |                      |
| جولة الأرينا                               | دان + شاي                   | تم تأجيل عروض أذار ونيسان لغاية تموز، أب وتشرين الأول في 2020..لقد قام الثنائي بانهاء 3 حفلات، اثنان منهم في ناشفيل وواحد في كولومبس             | [ 63 ]               |
| جولة أستراليا! لعام 2020/باك               | تيم مينشن                   | تم تأجيل العروض في سيدني، نيو كاسيل، ميلبورن وبريزبين                                                                                            | [ 64 ]               |
| جولة التغيراتظ تشينجيز                     | جاستن بيبر                  | تم تأجيل جميع العروض حتى اشعار اخر | [ 65 ]               |
| جولة تشيلاكسيفيكيشين                       | كيني تشيسني                 | قد تم تأجيل أول 11 عروض في الولايات المتحدة الأمريكية                                                                                            | [ 52 ]               |
| جولة عرض الطريق لكريس ستيبيلتون الأمريكية  | كريس ستابليتون              | قد ألغيت العروض في برمنغهام (ألاباما) وتأجيل العروض في بيلوكسي، أوستن (تكساس), وأرلينغتون (تكساس) لغاية ايلول،2020                               | [ 54 ]               |
| الجولة العالمية للشجاعة/ كوريج             | سيلين ديون                  | تم تأجيل عروض أشهر اذار ونيسان في شمال امريكيا حتى اشعار اخر                                                                                     | [ 52 ]               |
| مساء مع مايكل بوبليه                       | مايكل بوبليه                | تم تأجيل نصف عروض شمال امريكيا حتى اشعار اخر | [ 52 ]               |
| حفلة وداع يلو بريك رود                     | إلتون جون                   | تم تأجيل 19 عرض في شمال امريكيا لغاية 2021 | [ 66 ]               |
| جولة عيد السنوي ال30 لفلود                 | ذي مايت بي جاينتس ‏          | تم تأجيل عروض أشهر اذار ونيسان | [ 67 ]               |
| الجولة العالمية لفري سبيريت                | خالد (مغني)                 | تم التأجيل حتى اشعار اخر | [ 52 ]               |
| الجولة العالمية لفري تايم                  | رول                         | تم التأجيل حتى اشعار اخر | [ 52 ]               |
| جولة فريندز اند هيروز                      | بليك شيلتون                 | تم تأجيل اثنان من عروض نهاية الاسبوع لغاية ربيع 2021                                                                                             | [ 52 ]               |
| جولة فيوتشر نوستالجيا                      | دوا ليبا                    | تم تأجيل جميع العروض لغاية كانون الثاني 2021.ألغيت العروض في كوبنهاغن، ستوكهولم، وأوسلو. ألغيت العروض في فيينا وميونخ حتى اشعار اخر              | [ 68 ]               |
| جولة جيجاتون                               | بيرل جام                    | تم تأجيل العروض في شمال امريكيا حتى اشعار اخر |                      |
| جولة ذا جريت بامبينولعام 2020              | اكشن برونسن ‏                | تم التأجيل حتى اشعار اخر | [ 54 ]               |
| جولة جانز اند روزيز لعام 2020              | غنز آن روزز                 | تم التأجيل حتى تشرين الثاني، 2020 | [ 52 ]               |
| جولة هيد ابوف ووتر                         | آفريل لافين                 | تم تأجيل العروض في اسيا وأوروبا حتى اشعار اخر |                      |
| جولة هيفي از ذا هيد                        | سترومزي                     | ألغيت العروض في زيورخ وأسيا | [ 69 ]               |
| جولة هيلا ميجا                             | غرين دي، فول اوت بوي، وويزر | تم تأجيل العروض في أسيا حتى اشعار اخر |                      |
| جولة هير وي جو اجين                        | شير (مغنية)                 | تم تأجيل عروض الربيع في شمال امريكيا لغاية فصل الشتاء عام 2020                                                                                   | [ 70 ]               |
| جولة هاي رود                               | كيشا                        | تم تأجيل جميع العروض | [ 54 ]               |
| جولة هوتيل كاليفورنيا 2020                 | ايجلز (فرقة)                | تم تأجيل جميع العروض حتى شتاء 2020 | [ 71 ]               |
| جولة هوت بينك                              | دوجا كات                    | تم تأجيل جميع العروض | [ 69 ]               |
| جولة اي، اي                                | بون ايفار                   | تم تأجيل العروض في أوروبا لغاية كانون الثاني عام 2021                                                                                            | [ 72 ]               |
| المسيح وبلي تشينز بلي دارك لاندز           | يسوع و ماري تشين ‏           | تم الغاء جولة أوروبا في الربيع، تم تأجيل 3 تواريخ في إنجلترا عام 2021                                                                            | [ 73 ]               |
| حفلة كيني جي                               | كيني جي                     | قد تم تأجيل العروض في مرتفعات جنتنغ لغاية تشرين الأول من عام 2020, اما العرؤض في فلوريدا وسنغلبورة فقد تم تأجيلها حتى اشعار اخر                  | [ 74 ] [ 75 ] [ 76 ] |
| تاجولة العالمية للويس توملسين              | لويس توملينسون              | ألغيت العروض في ميلانو، إيطاليا. وقد تم تأجيل العروض في أوكرانيا، روسيا، اسيا، أوقيانيا، وأمريكا اللاتينية حتى اشعار اخر                         | [ 52 ]               |
| جولة لوف اون                               | هاري ستايلز                 | تم تأجيل العروض في أوروبا حتى شباط 2021 | [ 77 ]               |
| جولة مادام اكس                             | مادونا (مغنية)              | ألغيت العروض في باريس، فرنسا |                      |
| جولة ماب اوف ذا سول                        | بي تي أس                    | ألغيت العروض في كوريا الجنوبية وتأجيل العروض في شمال أمريكا حتى اشعار اخر                                                                        | [ 78 ]               |
| جولة مايند هايف                            | واير                        | تم تأجيل جميع تواريخ الربيع في أوروبا وشمال أمريكا                                                                                               | [ 79 ]               |
| الجولة العالمية لمراكيوليس لعام 2020       | سانتانا (فرقة موسيقية)      | تم تأجيل جميع العروض | [ 54 ]               |
| جولة موفينج اون!                           | ذا هو                       | تم تأجيل جميع عروض إنجلترا وايرلندا حتى اذار 2021                                                                                                | [ 80 ]               |
| حفلة البث المباشر للورين هيلسين            | لورين هيل                   | تم تأجيل العروض في ابر داربي، بنسلفينيا حتى اشعار اخر. تم تأجيل العروض في نورثفيلد، اوهيو لغاية 9, ايلول، 2020                                   | [ 54 ]               |
| جولة اعادة اجتماع ماي كيميكيل رومانس       | ماي كيميكال رومانس          | تم تأجيل العروض في اليابان واوقيانيا حتى اشعار اخر                                                                                               |                      |
| جولة نيون فيوتشيرIV: ذا كولير اوف نويز تور | ستيف أوكي                   | تم تأجيل جميع العروض | [ 69 ]               |
| جولة نيفير اندينج لعام 2020                | بوب ديلن                    | تم الغاء جميع العروض في اليابان | [ 54 ]               |
| جولة نايس تو ميت يا                        | نايل هوران                  | تم الغاء جميع العروض | [ 81 ]               |
| جولة ذا نيات فور                           | ليتل بيج تاون ‏              | تم تأجيا جميع العروض حتى أب، 2020 |                      |
| جولة نو فيلتر                              | ذا رولينج ستونز             | تم تأجيل عرض شمال أمريكا الثاني حتى اشعار اخر | [ 82 ]               |
| جولة نورث اميريكين                         | تول                         | تم تأجيل جميع عروض الربيع لسنة 2020 | [ 83 ]               |
| جولة اودي تو جوي                           | ويلكو                       | تم تأجيل العروض في كالغاري، ميسولا في مونتانا، مدينة سولت ليك، سياتل، فانكوفر، بورتلاند في أوريغون، لاس فيغاس، وكاليفورنيا حتى اشعار اخر         | [ 54 ]               |
| اول بلاك ايز از بلاك: اليس كوبير           | أليس كوبر                   | تم تأجيل عروض الربيع في شمال أمريكا حتى اشعار اخر                                                                                                | [ 54 ]               |
| جولة ذا أول                                | فرقة زاك براون              | تم الغاء جميع العروض | [ 84 ]               |
| الجولة العالمية: بينتاتونيكس               | بينتاتونيكس                 | تم تأجيل عروض أوروبا حتى اشعار اخر | [ 52 ]               |
| جولة بابليك سيرفيس اناونسمنت               | ريج أغينست ذا ماشين         | تم تأجيل أول نصف عروض شمال أمريكا حتى اشعار اخر                                                                                                  |                      |
| جولة ذا رابسودي                            | كوين + ادم لامبرت ‏          | تم تأجيل العروض في أوروبا حتى أيار،2021 | [ 52 ]               |
| جولة رور ويذ ذا لاينز                      | فرقة زاك براون              | تم الغاء جميع العروض | [ 84 ]               |
| جولة ذا رومانس                             | كاميلا كابيو                | تم تأجيل جميع العروض حتى اشعار اخر |                      |
| جولة سينت كلاود                            | وازاهاتشي                   | تم تأجيل جميع عروض نيسان وأيار على ان تتحدد التواريخ خلال نهاية عام 2020                                                                         | [ 85 ]               |
| جولة الجزء الثاني من سكريمر                | ثيرد أي بلايند              | تم التأجيل لغاية أيار، 2020 | [ 69 ]               |
| جولة 2020 سامر                             | فرقة تري انستازيو ‏          | تم الغاء جميع العروض | [ 86 ]               |
| جولة سانشاين كيتي                          | توف لو                      | تم تأجيل اخر 8 عروض من جولة أوروبا | [ 54 ]               |
| جولة ذيس از نوت ا دريل                     | روجر ووترز                  | تم تأجيل جميع توايخ شمال أمريكا | [ 87 ]               |
| جولة توموروز مودرن بوكسيز                  | توم يورك                    | تم تأجيل جولة شمال أمريكا | [ 54 ]               |
| انفينيشت بيزنس                             | بوسيكات دولز                | ألغيت العروض في اوقيانيا | [ 52 ]               |
| جولة وي دونت نيد ذيس فيسيست جروف ثانج!     | هيفين 17 ‏                   | تم تأجيل جميع التواريخ بما فيهم أول عروض للفرقة في شمال أمريكا                                                                                   | [ 88 ]               |
| الجولة العالمية ل وير دو وي جو!            | بيلي إيليش                  | ايليش قد انهى 3 عروض في شمال أمريكا. تم تأجيل جولة شمال أمريكا                                                                                   | [ 89 ]               |
| جولة وايل كارد                             | ميراندا لامبيرت             | تم تأجيل باقي العروض لغاية تشرين الأول، 2020 | [ 90 ]               |
| جولة وينتر 2020                            | مو.                         | تم الغاء باقي الجولة. تم تأجيل مهرجان الفرقة "سنو داون" لغاية عام 2021                                                                           | [ 91 ] [ 92 ]        |
| جولة ويرلدز كولايد                         | ويذن تيمبتيشن وإڤانيسنس     | تم تأجيل الجولة لغاية ايلول، 2020 | [ 93 ]               |
| جولة وورلد واير                            | ميتاليكا                    | تم تأجيل التوايخ من نيسان حتى كانون الأول في جنوب أمريكا                                                                                         | [ 94 ]               |

## الحفلات المقامة التي تأجلت
| العنوان                            | الفنان                       | المكان                 | التفاصيل                                       | المصدر |
| ---------------------------------- | ---------------------------- | ---------------------- | ---------------------------------------------- | ------ |
| ديفيد لي روث روكس فيجاس            | ديفيد لي روث                 | هاوس اوف بلوز لاسفيجاس | تم تأجيل آخر 6 عروض                            | [ 14 ] |
| دايانا روس                         | دايانا روس                   | مسرح اينكور            | تم التأجيل حتى إشعار آخر                       | [ 9 ]  |
| الإخوان جوناس في فيجاس             | الإخوان جوناس                | مسرح بارك              | تم إلغاء جميع الحفلات                          | [ 13 ] |
| كيلي كلاركسون: انفينسيبل           | كيلي كلاركسون                | مسرح زابوس             | إلغاء جميع العروض من نيسان حتى تموز،2020       | [ 13 ] |
| ليدي جاجا اينيجما                  | ليدي جاجا                    | مسرح بارك              | تم إلغاء العروض الستة الأولى من الجولة الخامسة | [ 95 ] |
| ليتس جو!                           | شانيا توين                   | مسرح زابوس             | تم إلغاء جميع العروض لغاية حزيران،2020         | [ 14 ] |
| ليونيل ريتشي - لاسفيجاس            | ليونيل ريتشي                 | مسرح اينكور ‏           | تم التأجيل حتى إشعار آخر                       | [ 9 ]  |
| بث مباشر لروبي ويليامز في لاسفيجاس | روبي ويليامز                 | مسرح اينكور ‏           | التأجيل من 4, أيار حتى 24, نيسان،2020          | [ 9 ]  |
| توجيثير ان فيجاس (معا في فيجاس)    | ريبا ماكينتاير و بروكس & دان | الكولوسيم في قصر سيزر  | تم التأجيل لغاية حزيران، 2020                  | [ 96 ] |
| زيزي توب: فيفا لاس فيجاس           | زيزي توب                     | مسرح البندقية          | تم التأجيل حتى إشعار آخر                       | [ 96 ] |

## الحفلات الخيرية
| الاسم                                        | العنوان                        | المكان                                                                          | التفاصيل | الموقع |
| -------------------------------------------- | ------------------------------ | ------------------------------------------------------------------------------- | --- | ------ |
| بانز اوف ماي بودي                            | كورتني لوف وميليسا اوف دير مور | ذا تاون هول (قاعة المدينة) ‏، مدينة نيويورك، نيويورك، الولايات المتحدة الأمريكية | تم إلغاء حفل دعم المساواة بين الجنسين والوصل بين الصحة الجنسية والـتناسلية                                                      | [ 14 ] |
| الحفلة الخيرية لدعم الشباب المصابين بالسرطان | ذا هو وممفورد & سونز           | قاعة رويال البرت، لندن، إنجلترا                                                 | تم التأجيل حتى إشعار آخر | [ 9 ]  |
| الجولة العالمية لإعانة حرائق الغابات         | مايلي سايرس وروبي ويليامز      | مدرج ليكس سايد ‏، ميلبورن، فكتوريا، أستراليا                                     | تم إلغاء الحفل الخيري لجمع الأموال للضرر الذي نتج عن حرائق الغابات في أستراليا عام 2019-2020 بعد ما انسحبت مايلي يايري من الحدث | [ 69 ] |

## حفلات تقديم الجوائز ومسابقات أفضل اغاني
| الحدث                                                                      | التفاصيل | المصدر  |
| -------------------------------------------------------------------------- | --- | ------- |
| حفل تقديم جوائز موسيقة الريف (كونتري) الخامس والخمسون                      | تم التأجيل لغاية 16, أيلول، 2020 | [ 97 ]  |
| حفلAPRA لتقديم الجوائز الموسيقية لعام 2020                                 | تم تأجيلها لغاية 26, أيار، 2020 وسوف يعقد كحدث افتراضي عبر الإنترنت | [ 14 ]  |
| حفل بيلبورد لتقديم الجوائز الموسيقية 2020                                  | تم التأجيل حتى إشعار آخر | [ 15 ]  |
| حفل بيلبورد لتقديم الجوائز الموسيقية اللاتينية 2020 ‏                       | تم التأجيل حتى إشعار آخر | [ 15 ]  |
| الحفل الكندي الخامس عشر لتقديم الجوائز للموسيقى الشعبية                    | تم إلغاء الحفل | [ 98 ]  |
| جائزة ميلودي الدنماركية الكبرى لعام 2020 ‏                                  | تم عقد الحفل النهائي الكبير حيث لم يقبل دخول الجماهير إلى الأرينا الملكية في كوبنهاجان | [ 99 ]  |
| حفل ديترويت التاسع والعشرون لتقديم الجوائز الموسيقية                       | تم تعليق العرض المباشر. سوف يعقد الحدث افتراضيًا عبر الإنترنت بالمقابل | [ 14 ]  |
| مسابقة يوروفيجن للأغاني لعام 2020                                          | ألغيت المسابقة، حيث أنها المرة الأولى التي لم يعقد فيها الحفل منذ عام 1956. سيتم بث برنامج تلفزيوني مباشر بعنوان يوروفيجين: أوروبا تشع الضوء، يوم 16, أيار، 2020 بدلا من بث العرض النهائي الكبير | [ 100 ] |
| مسابقة يوروفيجن للشباب الموسيقيين لعام 2020 ‏                               | تم التأجيل حتى إشعار آخر | [ 101 ] |
| حفل فريدريك السادس والعشرون لتقديم الجوائز                                 | تم إلغاء الحفل. كان من المخطط له أن يتم الحفل بدون جماهيرولكن بدلا عن ذلك، تم إعلان الفائزين عبر الإنترنت                                                                                        | [ 102 ] |
| حفل اي هارت راديو لتقديم الجوائز لعام 2020                                 | تم التأجيل حتى إشعار آخر. تم بث حدث خيري بعنوان "حفل اي هارت ليفينج روم فور أمريكا" بدل من النصف الأول من الحفل الأصلي في 29, آذار، 2020 على قناة فوكس                                           | [ 103 ] |
| حفل جونو لتقديم الجوائز عام 2020                                           | تم إلغاء الحفل. وقد كانت هذه السنة أول مرة يُلغى فيها حفل جونو منذ عام 1988 | [ 104 ] |
| الحفل التعريفي للفنانين روك الند رول هول اوف فيم انداكشن                   | تم التأجيل لغاية 7, تشرين الثاني، 2020 | [ 13 ]  |
| الحفل التعريفي لكاتبي الأغاني سونج رايترز هول اوف فيم انداكشن [الإنجليزية] | تم التأجيل لغاية 10, حزيران، 2021 | [ 69 ]  |

## إطلاق ألبومات الفنانين
تم تأخير العديد من إصدار ألبومات الفنانين الموسيقيين بسبب هذه الجائحة. حيث تم تأجيل يوم تخزين السجلات من 18, نيسان حتى ال20 من حزيران سنة 2020, حيث يشهد هذا اليوم إعادة إصدار العديد من الإصدارات والمواد الحصرية للفنانين. في المقابل، قام بعض الفنانين بتأجيل إصدار أعمالهم، مثل دوا ليبا، سافجان ستيفينز ولورا مارلينج. أمَّا آخرون مثل ناين انتش نيلز وفيش، فقاموا بإصدار ألبوماتهم الجديدة حاظيين بالقليل من الإنتباه فقط.
الألبومات التي تم تأجيلها بسبب الجائحة تتضمن:
| الفنان                           | عنوان الألبوم                                                | التايخ الأصلي | التاريخ المؤجل | المصدر  |
| -------------------------------- | ------------------------------------------------------------ | ------------- | -------------- | ------- |
| ذا 1975                          | نوتس اون كونديشينيل فورم (ملاحظات على نموذج شرطي)            | نيسان 24      | أيار 22        | [ 112 ] |
| بيفي كلايرو ‏                     | سيليبريشين اوف ايندينجز (احتفالات بالنهايات)                 | أيار 15       | آب 14          | [ 113 ] |
| لوك بريان                        | بورن هير، ليف هير، داي هير (ولد هنا، عيش هنا، مت هنا)        | نيسان 24      | آب 7           | [ 114 ] |
| ديب بيربل                        | ووووش!                                                       | حزيران 12     | آب 2020        | [ 115 ] |
| DMA's                            | ذا جلو (التوهج)                                              | نيسان 24      | تموز 10        | [ 113 ] |
| جارفيس كوكر                      | بيوند ذا بيل (ابعد من الشحوب)                                | أيار 1        | أيلول 4        | [ 113 ] |
| ليام غلاغير                      | MTV انبلجد (MTV غير موصول)                                   | نيسان 24      | TBA            | [ 113 ] |
| هيم                              | ومن ان ميوزيك الجزء الثالث (النساء في الموسيقى الجزء الثالث) | نيسان 24      | صيف 2020       | [ 113 ] |
| هندز                             | ذا بريتيست كيرس (اللعنة الأجمل)                              | نيسان 3       | حزيران 5       | [ 113 ] |
| أليشيا كيز                       | أليسيا                                                       | أذار 20       | أيار 15        | [ 116 ] |
| ليدي غاغا                        | كروماتيكا                                                    | نيسلن 10      | TBA            | [ 113 ] |
| ذا ليمون تويجز ‏                  | سونجز فور ذا جينيرال بابليك (أغاني للعامة)                   | أيار 1        | آب 21          | [ 117 ] |
| ديكلان ماكينا ‏                   | زيروز (أصفار)                                                | أيار 15       | آب 21          | [ 118 ] |
| ويلي نيلسون                      | فيرست روز اوف سبرينج (أول زهرة الربيع)                       | نيسان 24      | تموز 3         | [ 113 ] |
| نيك ميسونز سوسر فول اوف سيكريتس ‏ | ليف ات ذا راوند هاوس (عيش في البيت المستدير)                 | نيسان 17      | أيلول 18       | [ 119 ] |
| ذا بريتينديرز ‏                   | هيت فور سيل (كره للبيع)                                      | أيار 1        | تموز 17        | [ 120 ] |
| مارغو برايس                      | ذاتس هاو رومرز جيت ستارتيد (هكذا تبدأ الاشاعات)              | أيار 8        | صيف 2020       | [ 113 ] |
| ذا سايكيديليك فيرز ‏              | ميد اوف رين (مصنوع من الشتاء)                                | أيار 1        | تموز 31        | [ 121 ] |
| سام سميث                         | كارينتلي انتايتلد (حاليا بون عنوان)                          | أيار 1        | TBA            | [ 122 ] |
| ثروينج ميوزيز ‏                   | سان راكيت (مضرب الشمس)                                       | أيار 22       | أيلول 4        | [ 123 ] |
| روفوس واينرايت                   | انفولو ذا رولز (قم بخرق القواعد)                             | نيسان 24      | تموز 10        | [ 124 ] |

## منصات افتراضية لبث عروض الفنانين
قام العديد من الفنانين بإقامة عروضهم عبر الإنترنت والعديد من الحفلات أيضا مثل حفلة «أي هارت ليفينج روم لأمريكا»(انا احب غرفة المجلس لأمريكا) و «توجيثير أت هوم»(معا في المنزل)، لترفيه الشعب وتوعية الناس لمكافحة الفيروس، والحفاظ على التباعد الاجتماعي. قام بعض الفنانين مثل كريستينا وكوينز، بين جيبارد، وكاثرين ماك قاموا ببث حي ومباشر لعروضهم من منازلهم. بثت فرقة جام ثلة من الأعمال الموسيقية والحفلات المباشرة المؤرشفة بما فيهم فيش، ديد اند كومباني، وايد سبريد بانيك، وذا سترينج شيت انسدنت، مجانا.